# Cissus bathyrhakodes
Cissus bathyrhakodes är en vinväxtart som beskrevs av Erich Werdermann. Cissus bathyrhakodes ingår i släktet Cissus och familjen vinväxter. Inga underarter finns listade i Catalogue of Life.